# 198
198（百九十八、ひゃくきゅうじゅうはち）は自然数、また整数において、197の次で199の前の数である。

## 性質
- 198は合成数であり、約数は1, 2, 3, 6, 9, 11, 18, 22, 33, 66, 99, 198である。
  - 約数の和は468。
  - 45番目の過剰数である。1つ前は196、次は200。
- 58番目のハーシャッド数である。1つ前は195、次は200。
  - 18を基とする最小のハーシャッド数である。次は288。
  - 基数 n における最小のハーシャッド数とみたとき、1つ前の17は476、次の19は874。(オンライン整数列大辞典の数列 A002998)
- 198 = 2 × 32 × 11
  - 3つの異なる素因数の積で p 2 × q × r の形で表せる9番目の数である。1つ前は156、次は204。(オンライン整数列大辞典の数列 A085987)
- 1/198 = 0.005… (下線部は循環節で長さは2)
  - 逆数が循環小数になる数で循環節が2になる13番目の数である。1つ前は176、次は220。(オンライン整数列大辞典の数列 A070022)
- 各位の積が各位の和の4倍になる3番目の数である。1つ前は189、次は246。(オンライン整数列大辞典の数列 A062036)
- 198 = 12 + 12 + 142 = 22 + 52 + 132 = 62 + 92 + 92 = 72 + 72 + 102
  - 3つの平方数の和4通りで表せる8番目の数である。1つ前は189、次は201。(オンライン整数列大辞典の数列 A025324)
- 198 = 22 + 52 + 132
  - 異なる3つの平方数の和1通りで表せる60番目の数である。1つ前は196、次は200。(オンライン整数列大辞典の数列 A025339)
- 4つの平方数の和10通りで表せる最小の数である。次は246。(オンライン整数列大辞典の数列 A025366)
  - 4つの平方数の和 n 通りで表せる最小の数である。1つ前の9通りは162、次の11通りは202。(オンライン整数列大辞典の数列 A025416)
- 198 = 13 + 23 + 43 + 53
  - 4つの正の数の立方数の和で表せる43番目の数である。1つ前は193、次は200。(オンライン整数列大辞典の数列 A003327)
  - 異なる正の数の4つの立方数の和1通りで表せる3番目の数である。1つ前は161、次は217。(オンライン整数列大辞典の数列 A025408)
- 3桁以上の数で最大桁と最小桁で作る数で元の数を割り切れる23番目の数である。1つ前は195、次は200。(オンライン整数列大辞典の数列 A108343)
例．198 ÷ 18 = 11
  - 19…98 の形の数はすべて18の倍数である。(例．19…98 = 11…11 × 18)
- n = 198 のとき n と n − 1 を並べた数を作ると素数になる。n と n − 1 を並べた数が素数になる23番目の数である。1つ前は192、次は202。(オンライン整数列大辞典の数列 A054211)
- 19が8番目の素数を表した数である。n = 8 のときの素数 p (n) と n 番目を並べた数とみたとき1つ前は177、次は239。(オンライン整数列大辞典の数列 A075110)
- 約数の和が198になる数は1個ある。(197) 約数の和1個で表せる44番目の数である。1つ前は195、次は200。
- 各位の和が18になる3番目の数である。1つ前は189、次は279。
  - 偶数という条件をつけると各位の和が18になる最小の数である。

## その他 198 に関連すること
- 第198代ローマ教皇は、クレメンス6世（在位：1342年5月7日～1352年12月6日）である。
- 年始から数えて198日目は7月17日、閏年は7月16日。
- スカパー!のCh198は、スカチャン198。
- ハーンドン (USS Herndon, DD-198) は、アメリカ海軍の駆逐艦。
- ラヴレース (USS Lovelace, DE-198) は、アメリカ海軍の護衛駆逐艦。
- タンバー (USS Tambor, SS-198) は、アメリカ海軍の潜水艦。
- 日本では値段が198円や1980円の商品が多い。こういった価格設定を「一、九、八」からイチキュッパと呼ぶことがある。